# Дархан II
Дархан II (монг. Дархан II) — залізнична станція в Монголії, розташована на Трансмонгольській залізниці між станціями Дархан I і Цайдам.